# Rudgölen (Kisa socken, Östergötland)
Rudgölen är en sjö i Kinda kommun i Östergötland och ingår i Motala ströms huvudavrinningsområde.